# The Shinee World
The Shine World (também estilizado como The SHINee WORLD) é o primeiro álbum de estúdio da boy band sul-coreana SHINee. O álbum foi lançado na Coreia do Sul em 29 de agosto de 2008. O álbum inclui o single "Love Like Oxygen" e seu single anterior "Replay", que foi o primeiro single de seu mini-álbum, Replay.
The Shinee World estreou em #3 nas paradas da Coreia do Sul, vendendo 30 mil cópias. Em setembro, The Shinee World vendeu um total de 49.864 cópias.
Em 31 de outubro de 2008, o álbum foi re-lançado, sob o título Amigo e contém três novas faixas, "Forever or Never", um remix de "Sa.Gye.Han (Love Should Go On)" e o segundo single para o álbum "A.Mi.Go (Amigo)". Desde o seu lançamento The Shinee World já vendeu mais de 100.000 cópias.

## Lista de faixas
| N.º            | Título                                                                                 | Letras                                                                                  | Música                                                              | Duração |  |
| 1.             | "The Shinee World (Doo-Bop)"                                                           | Young Jin Yoo                                                                           | Young Jin Yoo                                                       | 3:55    |  |
| 2.             | "Sarangui Gil (Love's Way)" (A canção contém um sample de "Tender Love" de Force MDs.) | Wheesung                                                                                | Alex Cantrall (Xperimental Music)                                   | 3:29    |  |
| 3.             | "Sanso Gateun Neo (Love Like Oxygen)"                                                  | Yoon Jung Kwon, Young-hu Kim (Xperimental Productions), Sigvardt, Lucas Secon, Troelsen | Mikkel Remee Sigvardt, Lucas Secon, Thomas Troelsen, Yong-Hun Cho   | 3:02    |  |
| 4.             | "Neo Animyeon Andoeneun Geol (Romantic)"                                               | Yun Jae Lee                                                                             | Yun Jae Lee                                                         | 4:55    |  |
| 5.             | "Geunyeoga Heeojyeotda (One For Me)"                                                   | Wheesung                                                                                | Alex Cantrall (Xperimental Music)                                   | 3:25    |  |
| 6.             | "Hwajangeul Hago (Graze)"                                                              | Jung Bae Kim                                                                            | Kenzie                                                              | 3:37    |  |
| 7.             | "Majimak Seonmul (Last Gift)"                                                          | The Lighthouse (Xperimental Productions)                                                | Kater D (Xperimental Music), Tae Sung Kim (Xperimental Productions) | 3:53    |  |
| 8.             | "Nae Gyeoteman Isseo (Best Place)"                                                     | Suk Hong, Hae Hyung Park                                                                | Suk Hong                                                            | 3:44    |  |
| 9.             | "Hyeya (Y Si Fuera Ella)"                                                              | Kenzie, Alejandro Sanz                                                                  | Kenzie, Alejandro Sanz                                              | 3:10    |  |
| 10.            | "Nuneul Gamabomyeon (Four Seasons)"                                                    | Yeon Jung Jang, Tae Sung Kim (Xperimental Productions)                                  | Martin Kember (Xperimental Music)                                   | 4:06    |  |
| 11.            | "In My Room (Unplugged Mix)"                                                           | Young-hu Kim (Xperimental Productions)                                                  | Kater D, Tae-Sung Kim (Xperimental Productions)                     | 4:25    |  |
| 12.            | "Noona Neomu Yeppeo (Replay)"                                                          | Young-hu Kim (Xperimental Productions)                                                  | The Heavyweights                                                    | 3:34    |  |
| Duração total: | Duração total:                                                                         | Duração total:                                                                          | Duração total:                                                      | 47:32   |  |

| Amigo Repackage |                                                                     |                                                                                         |                                                                     |         |  |
| N.º             | Título                                                              | Letras                                                                                  | Música                                                              | Duração |  |
| 1.              | "아.미.고 (Amigo)" (A.Mi.Go)                                        | Yoo Young-jin                                                                           | JV, Sean Alexander, Gabe Lopez, Rebel (Xperimental Music)           | 2:58    |  |
| 2.              | "Forever or Never"                                                  | Lim Seo-hyun                                                                            | Mikkel Remee Sigvardt, Thomas Troelsen                              | 3:06    |  |
| 3.              | "산소 같은 너 (Love Like Oxygen)" (Sanso Gateun Neo)                | Yoon Jung Kwon, Young-hu Kim (Xperimental Productions), Sigvardt, Lucas Secon, Troelsen | Mikkel Remee Sigvardt, Lucas Secon, Thomas Troelsen, Yong-Hun Cho   | 3:02    |  |
| 4.              | "사.계.한 (Plugged by DJ Oneshot) (Love Should Go On)" (Sa.Gye.Han) | Lee Yun-jae                                                                             | Lee Yun-jae, DJ Oneshot                                             | 3:20    |  |
| 5.              | "누난 너무 예뻐 (Replay)" (Noona Neomu Yeppeo)                      | Young-hu Kim (Xperimental Productions)                                                  | The Heavyweights, Yoo Young-jin                                     | 3:34    |  |
| 6.              | "너 아니면 안되는 걸 (Romantic)" (Neo Animyeon Andoeneun Geol)      | Yoo Young-jin                                                                           | Yoo Young-jin                                                       | 4:54    |  |
| 7.              | "사랑의 길 (Love's Way)" (Sarangui Gil)                             | Wheesung                                                                                | Alex Cantrall (Xperimental Music)                                   | 3:29    |  |
| 8.              | "그녀가 헤어졌다 (One For Me)" (Geunyeoga Heeojyeotda)              | Wheesung                                                                                | Alex Cantrall (Xperimental Music)                                   | 3:26    |  |
| 9.              | "화장을 하고 (Graze)" (Hwajangeul Hago)                             | Kim Jung-bae                                                                            | Kenzie                                                              | 3:37    |  |
| 10.             | "마지막 선물 (Last Gift) (In My Room-Prelude)" (Majimak Seonmul)    | The Lighthouse (Xperimental Productions)                                                | Kater D (Xperimental Music), Kim Tae-sung (Xperimental Productions) | 3:37    |  |
| 11.             | "내 곁에만 있어 (Best Place)" (Nae Gyeoteman Isseo)                 | Hong Suk, Park Hae-hyung                                                                | Hong Suk                                                            | 3:44    |  |
| 12.             | "혜야 (Y Si Fuera Ella)" (Hyeya)                                    | Kenzie                                                                                  | Alejandro Sanz, Kenzie                                              | 5:14    |  |
| 13.             | "눈을 감아보면 (Four Seasons)" (Nuneul Gamabomyeon)                 | Jang Yeon-jung, Kim Tae-sung (Xperimental Productions)                                  | Martin Kember (Xperimental Music)                                   | 4:27    |  |
| 14.             | "In My Room (Unplugged Remix)"                                      | Young-hu Kim (Xperimental Productions)                                                  | Kater D (Xperimental Music), Kim Tae-sung (Xperimental Productions) | 4:25    |  |
| 15.             | "The SHINee World (Doo-Bop)"                                        | Yoo Young-jin                                                                           | Yoo Young-jin                                                       | 3:54    |  |
| Duração total:  | Duração total:                                                      | Duração total:                                                                          | Duração total:                                                      | 56:55   |  |

## Singles
- "Sanso Gateun Neo (Love Like Oxygen)" foi escolhido como o primeiro single para o álbum. "Sanso Gateun Neo (Love Like Oxygen)", originalmente cantada pelo dinamarquês Martin Hoberg Hedegaard vencedor do X Factor, sob título de "Show the World".[5] A canção foi escrita por Thomas Troelsen, Remee e Lucas Secon, com as letras coreanas escrita por Kenzie.[6]

- "The Shinee World (Doo-Bop)", escrita por Yoo Young Jin, foi escolhida como single promocional para as promoções do álbum. O nome da música também refere-se ao fã clube oficial do grupo, chamado Shinee World ou Shawol.

- "A.Mi.Go (Amigo)" (아.미.고) é o primeiro single do álbum repackage.[3] "A.Mi.Go" é uma versão abreviada da frase coreana "아름다운 미녀를 좋아하면 고생한다" (Areumdaun minyeoreul johahamyeon gosaenghanda).[6]